# 베이징 텔레비전
베이징 텔레비전(중국어: 北京电视台, 영어: Beijing Television)은 중화인민공화국의 베이징에 있는 텔레비전 방송국이다. 1979년 5월 16일에 설립되었다.

## 베이징 텔레비전 센터

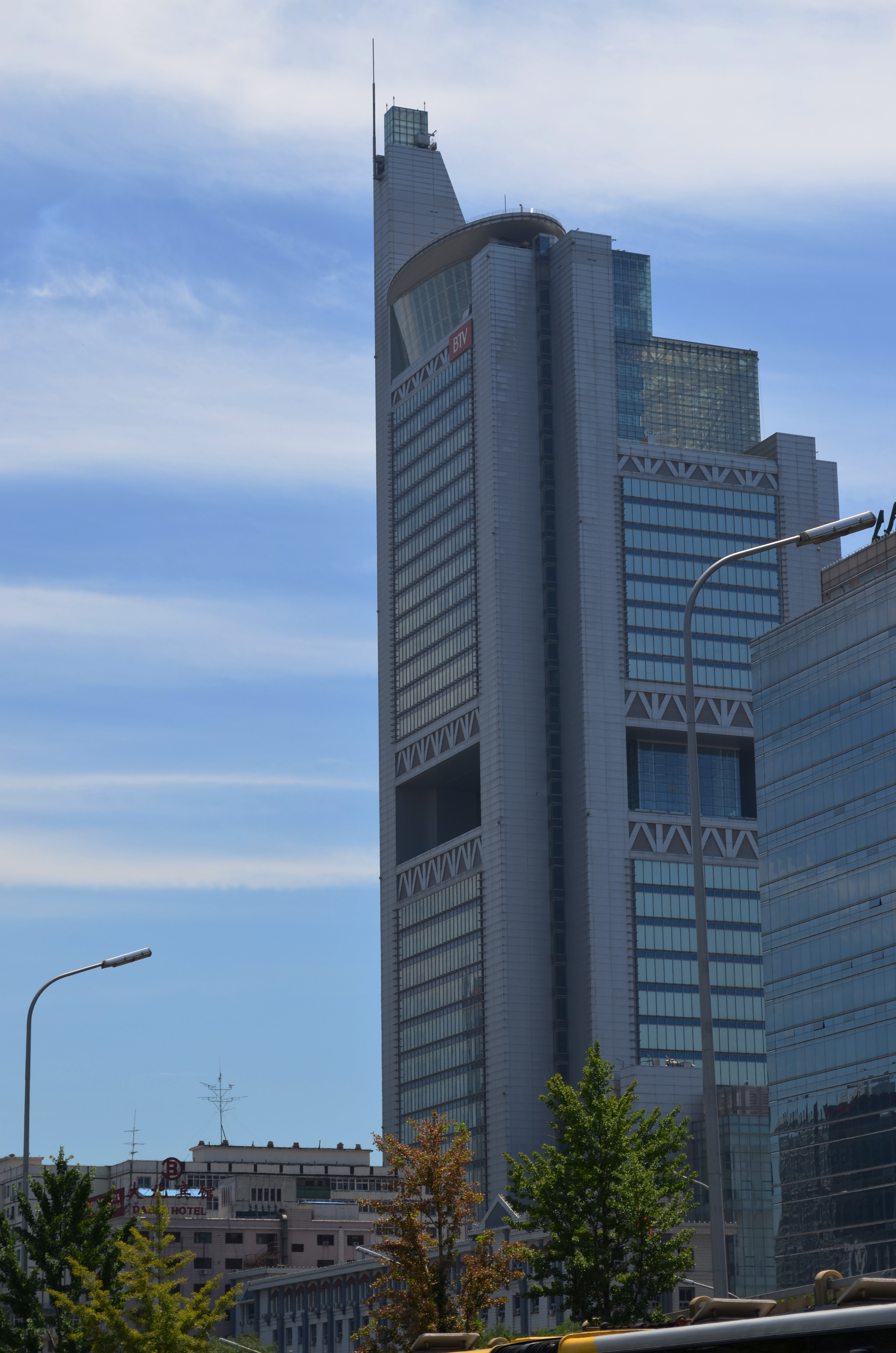
베이징 텔레비전 센터

베이징 텔레비전 센터(중국어: 北京电视中心)는 베이징 텔레비전의 본사 사옥으로 2006년에 준공하였다. 베이징 챠오양 구의 중심상업업무지구(CBD)에 위치해있다.

## 방송 채널
- BTV 北京卫视 (BTV-1, 베이징 위성 TV)
- BTV 文艺 (BTV-2, 문화 채널)
- BTV 科教 (BTV-3, 과학, 교육 채널)
- BTV 影视 (BTV-4, 오락 채널)
- BTV 财经 (BTV-5, 경제 채널)
- BTV 生活 (BTV-7, 생활 채널)
- BTV 青年 (BTV-8, 청소년 채널)
- BTV 新闻 (BTV-9, 뉴스 채널)
- BTV KAKU少儿 (BTV-10, 어린이 채널)
- BTV 冬奥纪实 (BTV-11)
- 国际频道 (국제 채널)
- 纪实高清频道 (다큐멘터리 HD 채널)
- 京视剧场频道 (영화 채널, 유료 방송)
- 爱家购物频道 (홈쇼핑 채널, 유료 방송)

## 자회사
- 베이징 텔레비전 교육 센터 골드 코스트 (北京电视台黄金海岸培训中心)
- 베이징 텔레비전 문화 여행사 (北京电视文化旅行社)
- 베이징 텔레비전 TV 쇼핑 (北京电视台电视购物)
- 北京卡酷动画卫星频道有限公司